# Chrám svatého Ondřeje (Petrohrad)
Chrám svatého Andreje (rusky Андреевский собор) je chrám ruské pravoslavné církve na Vasiljevském ostrově v Petrohradě. Patří mezi skvosty ruské sakrální architektury 18. století.

## Historie
Stavba kostela začala v roce 1764 a vysvěcen byl v roce 1780. Na jeho stavbě se podíleli zejména architekti Alexander Whist a A. A. Ivanov. Stavba nese znaky barokního architektonického stylu. Vysvěcený byl dne 21. března 1780. Pozornost si zaslouží zejména ikonostas, který je vysoký 17 metrů ve stylu Rastrelli. V letech 1938 až 1992 byl chrám pravoslavné církvi komunisty odebrán. Ta opět získala kostel do své správy v roce 1992 a od té doby se v něm konají pravoslavné bohoslužby. V roce 2001 byl před chrámem postaven obelisk ke třísetletému výročí řádu svatého Ondřeje Prvozvaného.